# ザ・プレデター (映画)
『ザ・プレデター』（原題：The Predator）は、2018年制作のアメリカ合衆国の映画。SFホラー映画『プレデター』シリーズの4作目であり、異種交配を経て進化したプレデターが登場する。R15+指定。
本作は、作品の舞台を現代（2018年）に設定しており、時系列では『プレデター』、『プレデター2』より後、また、『プレデターズ』より前の出来事という位置づけになっている。そして、シリーズ中で登場異星人を指して「プレデター」と明確に呼称する初の作品である。

## あらすじ
物語は、ある宇宙船がもう一隻の宇宙船より攻撃を受け、地球に墜落降下するシーンから始まる。
アメリカ陸軍特殊部隊のスナイパーであるクイン・マッケナは、メキシコにて仲間と共に麻薬組織の暗殺作戦に従事していたが、突如飛来した宇宙船墜落に巻き込まれ、パイロットである獰猛な宇宙人プレデターと交戦。
プレデターの攻撃で仲間を皆殺しにされてしまうが、証拠品として宇宙船からヘルメットとガントレットを回収し、命からがら逃げ延びる。
回収したプレデターの装備品はクインの自宅へ送られ、クインの息子であり発達障害を抱えながらも天才的な記憶能力を持つ（サヴァン症候群）ローリーの手に渡る。
その後アメリカに帰還したクインだったが、プレデターとの遭遇を握り潰したい政府はクインの主張に取り合わず、「気がふれて仲間を殺害した」としてクインを逮捕し軍刑務所送りにしてしまう。
尋問のあと護送車に載せられたクインは、そこで「チーム名：ルーニーズ」と称する他の退役軍人受刑者で、ネブラスカ、コイル、バクスリー、リンチ、ネトルズの5人と知り合う。
一方、進化生物学を専攻する科学者ケイシー・ブランケット博士は、1987年と1997年の襲来からプレデターを研究している政府の秘密機関『スターゲイザー』の秘密基地へと招かれる。
そこでケイシーが目にしたのは、かつてクインと交戦しその後スターゲイザーに標本として捕獲されたフュージティブ・プレデターと、その装備品だった。
しかし麻酔で眠らされていたはずのフュージティブが突如蘇生。基地内の研究員や警備員たちを次々と惨殺したフュージティブは、ヘルメットを遠隔操作して自身の装備品がクインの自宅にあることを割り出し、奪われた自身の装備品を回収するためにクインの自宅へと向かう。
その頃、クインとルーニーズは護送車を乗っ取って脱走を図り、その途上で基地を脱するフュージティブと、フュージティブを追跡しようとするケイシーに遭遇。
ケイシーの話から、フュージティブの狙いが装備品にあることを知った一行は、クインの自宅へ到着。しかし、プレデターの装備品はローリーがハロウィンの仮装として身につけ、街へ持ち出してしまっていた。
ローリーを探すクインたちは、学校にてローリーを発見するが、そこへフュージティブも現れてクインたちと交戦になり、さらにフュージティブを追跡していたもう一体のアサシン・プレデターまでも出現。
フュージティブに対し、遺伝子組み換えによる強化によって体格で優るアサシンは、フュージティブを易々と殴殺する。
プレデター同士が殺し合っている隙に逃げ出した一行だったが、フュージティブの宇宙船墜落地点を解読していたローリーをスターゲイザーによって連れ去られてしまう。
墜落したフュージティブの宇宙船へ向かったスターゲイザーと、後を追ってきたクインたちが交戦しているところにアサシンが出現し、フュージティブの船の破壊を予告。
更にアサシンは「地球の戦士として一番優秀なマッケナを連れて帰る」と宣言し、クインたちおよびスターゲイザーの兵士たちは共同戦線を張ることとなった。
しかしアサシンはその能力や装備を活かして森の中での戦闘でスターゲイザーの兵士を全滅させ、またコイル、バクスリー、リンチにも致命傷を負わせ死に追いやってしまう。とうとうアサシンはマッケナ親子らを追い詰めるもののクインではなくローリーを捕らえて自身の船に乗り込む。
地球に度々来訪するプレデターの狙いとは、獲物から取り出した脊椎を用いた異種交配によるプレデター種族の強化と、地球温暖化に乗じた地球の植民地化であり、それに反対するフュージティブの抹殺とその痕跡を抹消するのがアサシンの任務だった。その任務の最中、ローリーの優れた知能に目をつけたアサシンは、ローリーを自身の戦利品と見定め、強化の素材にするためローリーを拉致したのだった。
発進しようとする宇宙船を墜落させようとクイン、ネブラスカ、ネトルズは宇宙船に飛び乗り、攻撃を仕掛ける最中に宇宙船のバリアーの動作に巻き込まれてネトルズが命を落とす。最終的にネブラスカの捨て身の攻撃で宇宙船は大破し墜落。
地上に落ちたクインはケイシー、ローリーと連携してアサシンを追い詰め、ついにアサシンを打ち倒すことに成功する。戦いの後、亡くなったルーニーズの仲間、コイル、バクスリー、リンチ、ネトルズ、そしてネブラスカをローリーとともに偲ぶクイン。
その後、プレデターのテクノロジーを解析したローリーはスターゲイザーの関連施設に研究員として勤めることになり、クインも呼び出される。
アサシンによって破壊されたフュージティブの宇宙船から、『プレデターキラー』なる鎧状の装備品が回収されていた。
アサシンたちの地球移住を阻止したい被支配族のフュージティブはぜひとも「プレデターキラー」を地球人に渡したかったため、どんなことがあっても破壊されないようにしていたのだ。
開封された「プレデターキラー」を見てクインはつぶやく「これは俺が着る。サイズが合うかどうか」

## キャスト
※括弧内は日本語吹替
- クイン・マッケナ - ボイド・ホルブルック（小川輝晃）
- ネブラスカ・ウィリアムズ - トレヴァンテ・ローズ（三宅健太）
- ローリー・マッケナ - ジェイコブ・トレンブレイ（鶴翔麒）
- ケイシー・ブラケット - オリヴィア・マン（木下紗華）
- ウィル・トレーガー - スターリング・K・ブラウン（田村真）
- コイル - キーガン＝マイケル・キー（櫻井トオル）
- バクスリー - トーマス・ジェーン（烏丸祐一）
- リンチ - アルフィー・アレン（北田理道）
- ネトルズ - アウグスト・アギレラ（英語版）（三宅貴大）
- エミリー・マッケナ - イヴォンヌ・ストラホフスキー（田中杏沙）
- ショーン・キース - ジェイク・ビジー（下川涼）
- サピア - ニオール・マター（英語版）（白石兼斗）
- プレデター - ブライアン・A・プリンス

## 製作

### キャスティング
アーノルド・シュワルツェネッガーは、ブラック監督とアラン・"ダッチ"・シェーファーとして出演することについて話し合ったが、出演シーンが短かったために出演を辞退した。50セントは、同作に出演する可能性についてコメントしたが、出演は実現しなかった。2016年9月、主人公"マッケナ"役にベニチオ・デル・トロがオファーされたが、スケジュールの都合により降板した。その後ボイド・ホルブルックが同役を演じることに決定した。同年11月、オリヴィア・マンがキャストに参加。2017年1月、トレヴァンテ・ローズ、キーガン・マイケル・キー、スターリング・K・ブラウン、トーマス・ジェーン、ジェイコブ・トレンブレイの出演が決定した。

## 評価
本作は批評家から賛否両論であった。映画批評集積サイトのRotten Tomatoesには269件のレビューがあり、支持率32％、平均点は10点満点で4.88点となっている。サイト側による批評家の見解の要約は「『ザ・プレデター』はバイオレンスアクションというジャンルにおいては成功したが、中盤からの中身のないストーリーによってこれまでのシリーズの壁を乗り越えていない」となっている。また、Metacriticには49件のレビューがあり、加重平均値は48/100となっている。

## エピソード・その他
- 秘密研究所についたばかりのケイシー博士が館内を案内されている最中に見かける「過去にスターゲイザーが入手したプレデターの遺物」の展示物の中に、『AVP』で登場した「エイリアンの尻尾のついた槍」がある。
- 本作では、映像作品として初めて、プレデターが地球製銃器を強奪し使用するシーンがある。
- 一作目以降、本シリーズの宇宙人の名称としてプレデターの名称が使われてきたが、これまでのシリーズ作中においてプレデターの名称が用いられたことはなく、宇宙人の名称として「プレデター」の名称が登場するのは本作が初。ただし「プレデター」とは、本来「捕食者」という意味であり、作中のプレデターのように捕食目的ではない狩りをしているのであれば「プレデター」という名称は不適切である。本作でもケイシーらが「プレデター」ではなく「ハンター」であると指摘するシーンがある。
- もともと「プレデター」が対象を殺害してその頭骨を持ち帰るのは、「トロフィー」としてであり、本作のように「プレデター種の改造による強化」という目的ではない。
- 本作の監督のシェーン・ブラックは、シリーズ第1作にアーノルド・シュワルツェネッガー演じる主人公が率いる特殊部隊の隊員ホーキンスの役で出演している。
- 本作に登場するショーン・キースを演じたジェイク・ビジーは、『プレデター2』に登場したピーター・キースを演じたゲイリー・ビジーの実の息子で、親子二代に渡って同じキース姓を持つキャラクターとしてのシリーズ出演となった。